# Edgar Ramos
Edgar Alexander Ramos Martinez (ur. 27 września 1979 w Bogocie) – kolumbijski piłkarz występujący na pozycji obrońcy.

## Kariera klubowa
Ramos zawodową karierę rozpoczynał w 2001 roku w zespole Santa Fe. Jego barwy reprezentował przez 4 sezony. Potem grał w zespołach Deportes Quindío, Boyacá Chicó, Academia FC, Quilmes, Atlético Bucaramanga, Alianza FC oraz Patriotas. W 2010 roku zakończył karierę.

## Kariera reprezentacyjna
W reprezentacji Kolumbii Ramos zadebiutował 1 maja 2003 roku w zremisowanym 0:0 towarzyskim meczu z Hondurasem. W tym samym roku został powołany do kadry na Puchar Konfederacji. Nie zagrał jednak na nim ani razu. Tamten turniej Kolumbia zakończyła na 4. miejscu.
W drużynie narodowej Ramos rozegrał w sumie 2 spotkania, oba w 2003 roku.